# Затолмин
Затолмин (на словенски: Zatolmin) е село в Словения, регион Горишка, община Толмин. Според Националната статистическа служба на Република Словения през 2015 г. селото има 344 жители.